# Dassault Falcon 5X
Dassault Falcon 5X je dvomotorno srednje veliko reaktivno poslovno letalo z dolgim dosegom, ki ga trenutno razvija francoski Dassault Aviation.Razvoj se je začel leta 2006 pod kodnim imenom SMS. Prvi let je predviden leta 2017, vstop v uporabo pa leta 2020. 
5X ima doseg 5.200 nmi (9.630 km), kar je malce manj kot Falcon 7X ima pa 5X večji premer trupa in več prostora.
Poganjala ga bosta dva turboventilatorska motorja Snecma Silvercrest.

## Specifikacije
Podatki iz Journal de l'Aviation
Splošne značilnosti
- Posadka: 3
- Število sedežev: 16
- Dolžina: 25,2 m (82 ft 8 in)
- Razpon kril: 25,9 m (85 ft 0 in)
- Višina: 7,5 m (24 ft 7 in)
- Maks. vzletna teža: 31.570 kg (69.600 lb)
- Pogon letala: 2 × Snecma Silvercrest

Zmogljivost
- Maks. hitrost: Mach 0,90
- Doseg: 9.630 km; 5.984 mi (5.200 nmi) z 8 potniki + 3 člansko posadko
- Višina leta: 15.545 m (51.000 ft)